# G.I. Joe: A Real American Hero
G.I. Joe: A Real American Hero is een computerspel dat is gebaseerd op de gelijknamige televisieserie. Het spel kwam in 1985 uit voor de Apple II en de Commodore 64 en in 1991 voor de Nintendo Entertainment System.

## Uitgaven
| Jaar | Platform               |
| ---- | ---------------------- |
| 1985 | Apple II, Commodore 64 |
| 1991 | NES                    |

## Ontvangst
| Beoordeeld door         | Platform | Datum             | Score |
| ----------------------- | -------- | ----------------- | ----- |
| The Video Game Critic   | NES      | 10 september 2000 | 100%  |
| Defunct Games           | NES      | 8 augustus 2009   | 85%   |
| GamePro (USA)           | NES      | februari 1991     | 80%   |
| HonestGamers            | NES      | 25 mei 2013       | 80%   |
| Nintendo Power Magazine | NES      | maart 1991        | 76%   |
| VideoGame               | NES      | oktober 1991      | 70%   |